# 奇异扭颈螺
奇异扭颈螺（学名：Steatonenia mirifica）为烟管螺科扭颈螺属的动物，是中国的特有物种。分布于广西等地，生活环境为陆地，多栖息于多石灰岩山区潮湿的坡地岩石上、农田附近灌木草丛中以及落叶石块下。